# Fuscoderma
Fuscoderma — рід грибів родини Pannariaceae. Назва вперше опублікована 1989 року.